# Drosophila hansoni
Drosophila hansoni är en tvåvingeart som beskrevs av Pipkin 1964. Drosophila hansoni ingår i släktet Drosophila och familjen daggflugor.
Artens utbredningsområde är Panama.